# Средненидерландский язык
Средненидерландский язык (нидерл. Middelnederlands, ср.-нидерл. dietsc, duutsch) — историческая форма существования нидерландского языка, а также ступень его исторического развития в промежутке между 1150 и 1500 годами. Фактически является вариантом среднефранкского языка, не участвовавшим в процессе второго передвижения (ср. с совр. верхнефранкскими диалектами). Средненидерландский развился из древненидерландского языка.